# Sonia Gaskell

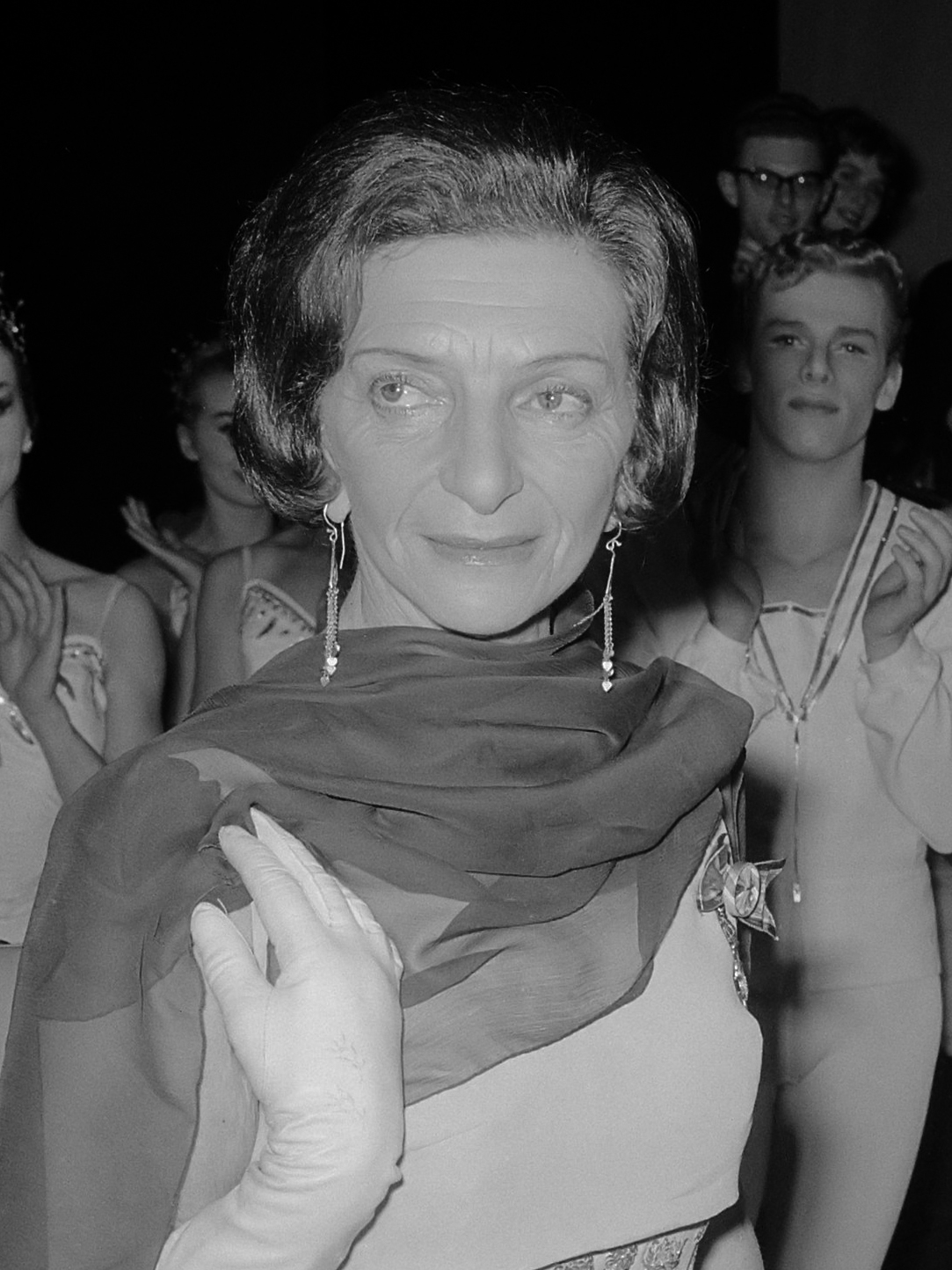
Sonia Gaskell im Jahr 1966

Sonia Gaskell (* 14. April 1904 in Vilkaviškis; † 9. Juli 1974 in Paris) war eine niederländische Tanzpädagogin, Choreographin und Ballett-Direktorin.

## Leben
Sie war zunächst bei Sergei Pawlowitsch Djagilew engagiert und unterrichtete 1936 bis 1939 in Paris. Dann ließ sie sich als Tanzpädagogin in Amsterdam nieder, wo sie nach dem Zweiten Weltkrieg die Ballet Recital Gruppe gründete.
1954 wurde Gaskell Direktorin des Nederlands Ballet und gründete die Niederländische Ballett-Akademie in Den Haag. 1959 wurde sie zur Direktorin des Amsterdam Ballet ernannt, aus dem 1961 das Holländische National-Ballett hervorging. Bis 1969 war sie dessen Künstlerische Direktorin. Gaskell choreografierte zahlreiche Ballette, aber eine der wichtigsten Pionierpersönlichkeiten des niederländischen Balletts wurde sie vor allem als Organisatorin und Pädagogin.